# Гаєвська Альбіна Вітольдівна
Альбіна Вітольдівна Гаєвська (нар. 21 серпня 1937, Севастополь) — українська вчена у галузях паразитології, зоології та гідробіології, доктор біологічних наук (1985), професор (1989), лауреатка Державної премії України в галузі науки і техніки (2007) та Премії НАН України імені І. І. Шмальгаузена (2005).

## Життєпис
Випускниця Кримського педагогічного інституту 1960 року. Від 1962 до 1968 працювала в Інституті біології південних морів у Севастополі. З 1970 до 1986 обіймала посаду завідувачки сектору Атлантичного науково-дослідного інституту рибного господарства та океанографії (місто Калінінград, РРФСР). У 1987 році повернулася до Інституту біології південних морів.
Заступнця головного редактора «Морского экологического журнала» (від 2002).
Член президії Українського наукового товариства паразитологів. Керівниця Севастопольської філії Українського наукового товариства паразитологів.

## Наукова діяльність
Галузі наукових інтересів: екологічно-паразитологічні дослідження морських і океанських риб та безхребетних. Вивчає фауну, таксономію, біологію та екологію паразитів, зокрема їх значення у трансформації речовини й енергії в природі.

## Нагороди

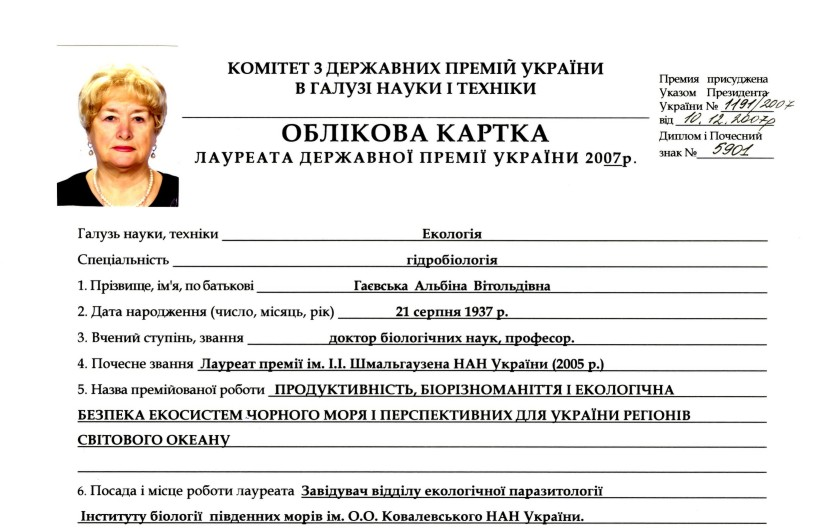
Облікова картка Лауреата Державної премії України Гаєвської Альбіни Вітольдівни

- Державна премія України в галузі науки і техніки (2007) — за цикл наукових праць «Продуктивність, біорізноманіття та екологічна безпека екосистем Чорного моря й перспективних для України регіонів Світового океану» (спільно з Полікарповим Геннадієм Григоровичем, Монченком Владиславом Івановичем, Єгоровим Віктором Миколайовичем, Заїкою Віктором Євгеновичем, Шульманом Георгієм Євгеновичем, Мироновим Олегом Глібовичем, Самишевим Ернестом Зайнулліновичем, Токаревим Юрієм Миколайовичем і Фіненком Зосимом Зосимовичем)[3].
- Премія НАН України імені І. І. Шмальгаузена (2005) — за серію праць «Монографічні довідкові видання про паразитів та хвороби риб».

## Основні праці
- Определитель паразитов Черного и Азовского морей. К., 1975 (у співавторстві);
- Справочник основных болезней и паразитов промысловых рыб Атлантического океана. Калининград, 1991 (у співавторстві);
- Справочник болезней и паразитов морских океанических промысловых рыб. Св., 2001;
- Паразитология и патология рыб: Энциклоп. слов.-справоч. Москва, 2003;
- Паразиты и болезни морских и океанических рыб в природных и искусственных средах. Св., 2004;
- Паразитологія та патологія риб: енциклопед. словник-довідник / А. В. Гаєвська ; Нац. акад. наук України, Ін-т біології південних морів НАН України. — К. : Наук. думка, 2004. — 367 с. : мал., фото. — Бібліогр.: с. 356—360. — ISBN 966-00-0139-8.

## Описані таксони
Описала більше 80 нових для науки видів та виділила декілька нових родів паразитичних організмів, переважно міксоспоридій, трематод і моногеней, з яких визнаними станом на 2023 рік згідно з «World Register of Marine Species» є наступні:
Myxosporea
роди
- Neobipteria Kovaljova, Gaevskaya & Krasin, 1986
- Pseudalataspora Kovaleva & Gaevskaja, 1983

види
- Alataspora caproi Gaevskaja & Kovaleva, 1984
- Alataspora lepidum Gaevskaja & Kovaleva, 1979
- Alataspora serenum Gaevskaja & Kovaleva, 1979
- Alataspora tetricum Gaevskaja & Kovaleva, 1979
- Ceratomyxa allantoidea Gaevskaya & Kovaljova, 1984
- Ceratomyxa macroformis (Gaevskaya & Kovaljova, 1984)
- Ceratomyxa maxima Gaevskaya & Kovaljova, 1980
- Ceratomyxa ovalis (Kovaljova & Gaevskaya, 1983)
- Ceratomyxa rara Kovaljova, Gaevskaya & Krasin, 1986
- Kudoa caudata Kovaleva & Gaevskaya, 1983
- Kudoa mirabilis Naidenova & Gaevskaya, 1991
- Myxidium asymmetricum Kovaljova & Gaevskaya, 1982
- Myxidium baueri Kovaljova & Gaevskaya, 1982
- Myxidium obliquelineolatum Gaevskaya & Kovaljova, 1984
- Myxidium virensi Gaevskaya & Kovaljova, 1984
- Myxodavisia amoena (Gayevskaya, Kovaleva & Umnova, 1980)
- Myxoproteus formosus Kovaljova & Gaevskaya, 1979
- Myxoproteus moseri Kovaljova & Gaevskaya, 1982
- Myxoproteus scoleciformis Kovaljova & Gaevskaya, 1979
- Neobipteria macrouri Kovaljova, Gaevskaya & Krasin, 1986
- Neoparvicapsula ovalis Gaevskaya, Kovaljova & Shulman, 1982
- Parvicapsula schulmani Kovaljova & Gaevskaya, 1981
- Pentacapsula cutanea Kovaleva & Gaevskaja, 1984
- Pseudalataspora beryxi Kovaleva & Gaevskaja, 1988
- Pseudalataspora scombri Kovaleva & Gaevskaja, 1983
- Pseudalataspora umbraculiformis Gaevskaja & Kovaleva, 1984
- Sinuolinea schulmani Gaevskaya & Kovaljova, 1979

Trematoda
роди
- Bathymonorchis Bray & Gaevskaya, 1993
- Gibsonia Gaevskaya & Rodyuk, 1988
- Muraenolepitrema Gaevskaya & Rodjuk, 1988

види
- Acanthogalea gibsoni Gaevskaya, 1983
- Anoiktostoma elongatum (Gaevskaya & Aleshkina, 1985)
- Anoiktostoma formosum (Gaevskaya & Aleshkina, 1985)
- Anoiktostoma ovale (Gaevskaya & Aleshkina, 1985)
- Bacciger minutus Gaevskaja & Naidenova, 1996
- Brachyenteron magnibursatum Gaevskaya & Rodjuk, 1983
- Cainocreadium flesi Korniychuk & Gaevskaya, 2000
- Didymodiclinus kovaljovae (Nikolaeva & Gaevskaja, 1985)
- Gibsonia hastata Gaevskaya & Rodyuk, 1988
- Glomericirrus macrouri (Gaevskaja, 1973)
- Gonocerca taeniata Gaevskaya & Rodyuk, 1983
- Hemipera magnaprostatica Gaevskaja & Aljoshkina, 1995
- Helicometroides atlanticus (Gaevskaya & Aleshkina, 1983)
- Infundibulostomum patagonicum Gaevskaya & Kovaleva, 1977
- Lecithocladium falklandicum Gaevskaya & Kovaleva, 1978
- Lecithophyllum magnaprostatica Gaevskaya & Kovaljova in Gaevskaja, 1989
- Lepidapedon aljoshkinae Gaevskaya, 1983
- Lepidapedon taeniatum Gaevskaya & Rodyuk, 1988
- Macvicaria antarctica (Kovaljova & Gaevskaya, 1974)
- Macvicaria georgiana (Kovaleva & Gaevskaya, 1974)
- Muraenolepitrema magnatestis Gaevskaya & Rodjuk, 1988
- Neolepidapedon argentinense Gaevskaya & Kovaleva, 1977
- Neolepidapedon magnatestis (Gaevskaya & Kovaleva, 1976)
- Opechona ahmadi Gaevskaya, 1990
- Pachycreadium angolensis Aleshkina & Gaevskaya, 1985
- Paralepidapedon lepidum (Gaevskaya & Rodyuk, 1988)
- Peracreadium gibsoni Kornijchuk & Gaevskaya,
- Podocotyloides magnatestis Aleshkina & Gaevskaya, 1985
- Prosorhynchoides meridionalis (Gaevskaya & Aleshkina, 1985)
- Prudhoeus africanus Gaevskaya & Aljoshkina, 1983
- Pseudaephnidiogenes laciniosus Gaevskaya, 1983
- Siphoderina magnivesiculum (Gaevskaya & Aleshkina, 1985)
- Stenakron mancopsetti Gaevskaya & Kovaleva, 1977
- Sphaeromyxa schulmani Kovaljova & Gaevskaya, 1982

Monogenea
роди
- Neodiplectanotrema Gerasev, Gaevskaja & Kovaleva, 1987
- Pseudobenedeniella Timofeeva, Gaevskaja & Kovaliova, 1987
- Pseudodiplectanotrema Gerasev, Gaevskaja & Kovaleva, 1987

види
- Neodiplectanotrema chaetodoni Gerasev, Gaevskaja & Kovaleva, 1987
- Neodiplectanotrema helicoleni Gerasev, Gaevskaja & Kovaleva, 1987
- Neopavlovskioides georgianus Kovaljova & Gaevskaja, 1977
- Paradiplectanotrema antigoni Gerasev, Gaevskaja & Kovaleva, 1987
- Paradiplectanotrema chlorophthalmi Gerasev, Gaevskaja & Kovaleva, 1987
- Paradiplectanotrema cytti Gerasev, Gaevskaja & Kovaleva, 1987
- Paradiplectanotrema lepidopi Gerasev, Gaevskaja & Kovaleva, 1987
- Polyclithrum gerasevi Gaevskaya & Dmitrieva, 1997
- Polyclithrum ponticum Gerasev, Dmitrieva & Gaevskaya, 2002
- Pseudempleurosoma caranxi (Gerasev, Gaevskaja & Kovaleva, 1987)
- Pseudempleurosoma myripristi (Gerasev, Gaevskaja & Kovaleva, 1987)
- Pseudobenedenia dissostichi Timofeeva, Gaevskaja & Kovaliova, 1987
- Pseudobenedenia gibberifrons Timofeeva, Gaevskaja & Kovaliova, 1987
- Pseudobenedeniella branchialis Timofeeva, Gaevskaja & Kovaliova, 1987
- Pseudobenedenoides antarctica Kovaliova & Gaevskaya, 1977
- Pseudodiplectanotrema paratrachichthi Gerasev, Gaevskaja & Kovaleva, 1987

Acanthocephala
- Breizacanthus golvani Gaevskaja & Shukhgalter, 1984
- Neorhadinorhynchus atlanticus Gaevskaja & Nigmatulin, 1977

Copepoda
- Sphyrion quadricornis Gaevskaya & Kovaleva, 1984

Microsporidia
- Glugea capverdensis Lom, Gaevskaya & Dyková, 1980
- Pleistophora duodecimae Lom, Gaevskaya & Dyková, 1980